# Altuğ Çelikbilek
Altuğ Çelikbilek (* 7. September 1996 in Antalya) ist ein türkischer Tennisspieler.

## Karriere
Altuğ Çelikbilek spielte in seiner Jugend einige wenige Turniere auf der ITF Junior Tour mit einem Höchstranking in den Top 400. Bei den Profis spielte er 2013 erstmals auf der drittklassigen ITF Future Tour. 2015 feierte er dann seine Premiere auf der höherdotierten ATP Challenger Tour in Batman und konnte dort wenig später in Ağrı sein erstes Match gewinnen. Zudem erreichte er im selben Jahr vier Future-Halbfinals, sodass er Ende des Jahres auf Platz 606 der Weltrangliste stand. 2016 spielte er erneut hauptsächlich Future und kam dort nur einmal im Dezember über das Halbfinale hinaus, sodass er sein Ranking im Vergleich zum Vorjahr kaum bessern konnte. 2017 konnte Çelikbilek schließlich seinen ersten Einzel-Futuretitel feiern. Durch Wildcards kam der Türke in Istanbul und Antalya zudem zu seinen ersten Matches auf der ATP World Tour, die er jeweils im Doppel verlor. Im Juni erreichte er mit Platz 418 seine bisherige Höchstplatzierung.
Im März 2016 debütierte Altuğ Çelikbilek für die türkische Davis-Cup-Mannschaft im Davis Cup gegen Aleksandar Lasarow. Seine Bilanz ist dort 2:3.

## Erfolge
| Legende (Anzahl der Siege)  |
| Grand Slam                  |
| ATP World Tour Finals       |
| ATP World Tour Masters 1000 |
| ATP World Tour 500          |
| ATP World Tour 250          |
| ATP Challenger Tour (4)     |

### Einzel

#### Turniersiege
| Nr. | Datum         | Turnier    | Belag     | Finalgegner           | Ergebnis         |
| --- | ------------- | ---------- | --------- | --------------------- | ---------------- |
| 1.  | 4. Juli 2021  | Porto (1)  | Hartplatz | Quentin Halys         | 6:2, 6:1         |
| 2.  | 25. Juli 2021 | Pozoblanco | Hartplatz | Cem İlkel             | 6:1, 6:72, 6:3   |
| 3.  | 10. Juli 2022 | Porto (2)  | Hartplatz | Christopher O’Connell | 7:65, 3:1 aufgg. |

### Doppel

#### Turniersiege
| Nr. | Datum        | Turnier | Belag     | Partner      | Finalgegner                   | Ergebnis          |
| --- | ------------ | ------- | --------- | ------------ | ----------------------------- | ----------------- |
| 1.  | 2. Juli 2022 | Málaga  | Hartplatz | Dmitri Popko | Daniel Cukierman Emilio Gómez | 6:74, 6:4, [10:6] |